# Должанка (Николаевская область)
Должанка (укр. Довжанка) — село в Доманёвском районе Николаевской области Украины.
Население по переписи 2001 года составляло 131 человек. Почтовый индекс — 56425. Телефонный код — 51-52. Занимает площадь 1 км².

## История
В 1945 г. Указом ПВС УССР село Булгарка переименовано в Должанку.

## Местный совет
56425, Николаевская обл., Доманёвский р-н, с. Мариновка, ул. Советская, 20